# Tour Salamandre
Pour les articles homonymes, voir Salamandre.
La Tour Salamandre, sise à Beaumont (Belgique), est un ancien donjon du XIe siècle. Développée et agrandie en forteresse dominant la vallée de la Hantes, elle est à l’origine de la ville de Beaumont. Vestige le plus important des anciennes murailles, elle abrite aujourd’hui un musée retraçant l’histoire de la ville.

## Histoire
En l’an 1070, un donjon se dresse au bord d’un petit plateau dominant de 30 mètres la vallée de la Hantes, sur sa rive droite. Appelée aujourd’hui la tour Salamandre, ce donjon est édifié par Richilde, comtesse de Hainaut, en vue de défendre la partie méridionale du comté de Hainaut. 
Sous Baudouin IV et Baudouin V, une forteresse est construite qui défend le nouveau bourg se développant sur ce plateau. Forteresse et donjon sont sans doute incendiés vers 1340. Tout au long du XVe siècle, grâce à sa forteresse et ses solides murailles, Beaumont échappe aux dévastations qui accompagnent les conflits ravageant la région.
En 1453, la terre de Beaumont passe à la famille de Croÿ, et en particulier à son premier représentant important, Antoine, dit ‘le Grand Croÿ’. La forteresse devient château. La famille de Croÿ prend de l’ascendant et fait de Beaumont sa résidence habituelle. Le château devient palais et le bourg se transforme en ville importante. Au premier des Croÿ, succède son fils Philippe, conseiller du duc de Bourgogne et Guillaume de Croÿ-Chièvres précepteur de Charles Quint. Le célèbre Charles de Croÿ, né (en 1560) et décédé (en 1612) à Beaumont fait de son château-forteresse sa résidence préférée. 
Le XVIIe siècle est un siècle de malheurs. A la peste qui en 1632 décime la population suit la guerre. En 1637, la ville est assiégée une première fois. Les murailles en sortent affaiblies : le feu et les boulets de l’artillerie moderne causent de sérieuses brèches. En 1655 les troupes de Turenne sévissent. En guise de représailles pour un refus de coopération la ville est incendiée. À peine une trentaine de maisons sont épargnées. Château, église et la tour Salamandre sont en ruines. Des trois kilomètres de remparts, il ne reste plus qu’un tiers. Des quatre portes, seule une poterne subsiste.

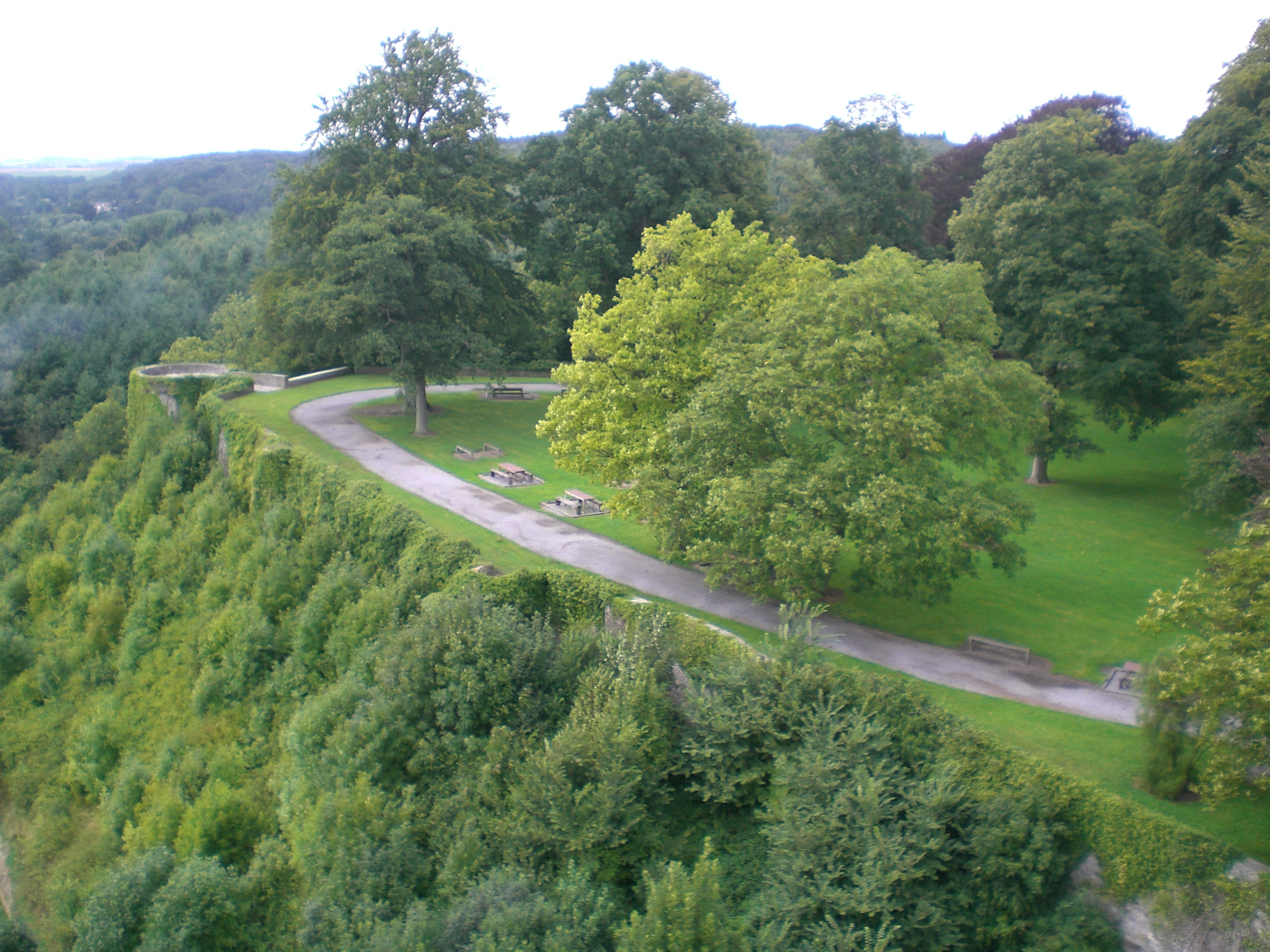
Vestiges des remparts à l'ouest de la tour

## Aujourd’hui, le musée
La Tour Salamandre abrite aujourd’hui un musée retraçant les origines et l’histoire de la ville de Beaumont et l’histoire de ses fortifications. Des reproductions des très célèbres miniatures de Charles de Croÿ relatives au comté de Beaumont sont exposées. Gravures et documents illustrent les rapports étroits entre Charles Quint avec la famille de Croÿ. Aux étages se trouvent des descriptions généalogiques et des souvenirs de la famille princière des Caraman. 
On y rappelle également le passage de Napoléon à Beaumont : la nuit du 14 au 15 juin 1815 il logea, à l’hôtel particulier de Maurice de Caraman, situé sur la grand place de la ville, abritant actuellement le centre d'enseignement secondaire Paridaens. De la terrasse de la tour on peut découvrir le splendide panorama de la vallée de la Hantes (au sud) et de la ville de Beaumont (au nord).